# Giberto Borromeo
Giberto Borromeo, italijanski rimskokatoliški duhovnik, škof in kardinal, * 12. september 1671, Milano, † 22. januar 1470.

## Življenjepis
Leta 1710 je prejel duhovniško posvečenje.
26. januarja 1711 je bil imenovan za naslovnega patriarha in 17. januarja 1714 za škofa Novare.
15. marca 1717 je bil povzdignjen v kardinala.